# Daniel Dardha
Daniel Dardha (Mortsel, 1º ottobre 2005) è uno scacchista belga.
Ha ottenuto il titolo di grande maestro nell'agosto del 2021, all'età di 15 anni e 10 mesi, diventando il più giovane scacchista belga ad ottenere tale titolo.
Ha vinto per quattro volte il Campionato belga di scacchi, il primo nel 2019 all'età di 13 anni, il più giovane a vincere tale campionato, gli altri nel 2021, 2022 e 2024 . 

## Carriera
Allenato da suo padre Arben, Maestro FIDE ed ex campione albanese juniores, nel 2017 vince il campionato del mondo blitz giovanile nella categoria under-14.
Nel 2023 è terzo a Vrnjacka Banja nel campionato europeo individuale con il punteggio di 8,5 su 11, superato per spareggio tecnico dai pari classificati Aleksej Sarana e Kirill Shevchenko.
Nel 2024, in maggio vince il Sardinia World Chess Festival di Orosei con il punteggio di 7 su 9, superando per spareggio tecnico Kirill Ševčenko, Volodar Murzin e Jorden van Foreest; in giugno vince con la squadra C'Chartres il Campionato francese a squadre, in novembre si classifica secondo nel campionato europeo individuale.

### Nazionale
Ha vestito i colori della federazione scacchistica belga alle Olimpiadi degli scacchi del 2018, del 2022 e del 2024 e al campionato europeo a squadre del 2019, 2021 e 2023.

## Statistiche
Il punteggio massimo ottenuto nell'Elo Fide è di 2650, 1° tra i belgi e 86º al mondo, raggiunto nel maggio 2024.